# Le Mesnil-Simon (Eure-et-Loir)
Le Mesnil-Simon è un comune francese di 521 abitanti situato nel dipartimento dell'Eure-et-Loir nella regione del Centro-Valle della Loira.

## Società

### Evoluzione demografica
Abitanti censiti